# Rachel Ruysch
Rachel Ruysch (født 3. Juni 1664 i Haag; død den 12. august 1750 Amsterdam) var en nederlandsk stillebenmaler fra barokperioden.

## Liv og virke

### Baggrunden
Rachel Ruysch blev født i Haag, og flyttede som treåring med sine forældre til Amsterdam. Hun fik sin første lektioner om botanik og malekunst, af sin far, Frederik Ruysch (født i 1638, død i 1731), en højt respekteret anatomi- og botanikprofessor i Amsterdam.
Allerede som 15-årig begyndte Ruysch at studere blomstermaleri hos Willem van Aelst.

### Malerinde
Ud over de blomster malede Ruysch i denne periode også krybdyr og insekter. I 1695 blev hun gift med portrætmaleren Juriaen Pool, som hun havde ti børn med, som var usædvanligt for sin tid og stand.
Sammen med sin mand, var hun i 1701 medlem af et malerhold i Haag; hun var den første kvinde, der blev accepteret.
Fra 1708 til 1716 blev hun ansat som en hofmaler af kurfyrsten Johan Wilhelm af Pfalz-Neuburg i Düsseldorf.
Rachel Ruysch malet, indtil hun var over 80 år og skaberperioden strakt sig over mere end 65 år: det første billede, hun er malet i 1681, den sidste i 1747.
Rachel Ruyschs malerier, især blomsterbillederne, er mesterværk af sin art og har altid været højt værdsat. Selv om hun fik usædvanligt høje priser for de billeder, og efterspørgslen var stor, har Ruysch arbejdet meget længe på hvert billede, og var livet igennem trofast mod sin kunst. Hun malede ikke kun blomster og frugter på kunstfærdigt vis, men også insekter der kravler på eller sværmer omkring dem.
Mange af de billeder, der bærer hendes navn er dog malet af andre kunstnere, for man begyndte meget tidligt at fjerne Simon Verelsts signatur fra hans billeder, for at erstatte det med Rachel Ruyschs. Årsagen var, at hun opnåede langt til højre priser end Verelst.
Generationer af blomstermalere, også uden for Nederlandene, var påvirket af hendes stil. Hun er repræsenteret på en lang række europæiske museer.

## Eksterne links
- Wikimedia Commons har flere filer relateret til Rachel Ruysch

- Wikimedia Commons har flere filer relateret til Rachel Ruysch
- Rachel Ruysch, cosmopolis.ch (tysk)
- Biografi, litteratur og kilder, FemBio, Institut für Frauen-Biographieforschung (tysk)
- Portræt ægteparret Pool meed søn på duesseldorf.de/stadtmuseum (tysk)
- Rachel Ruysch i Digitaal Vrouwenlexicon af Instituut voor Nederlandse Geschiedenis (nederlandsk/hollandsk)
- Rachel Ruysch i Rijksmuseum (nederlandsk/hollandsk)
- De doodskunstenaar. De anatomische lessen van Frederik Ruysch. af Luuc Kooijmans (2004) (nederlandsk/hollandsk)
- De "Kunstkamera" van Peter de Grote. De Hollandse inbreng, gereconstrueerd uit brieven van Albert Seba en Johann Daniel Schumacher uit de jaren 1711-1752. Jozien J. Driessen-Van het Reve, (2006) (nederlandsk/hollandsk)
- Hoe maak je anatomische preparaten? Wim Mulder, (2009) (nederlandsk/hollandsk)
- De Anatomische preparaten van Frederik Ruysch, (2009) et virtuel museum af MAE, de Kunstkamera, Sant-Petersborg og Universiteit van Amsterdam (nederlandsk/hollandsk)